# San Miguel, Motozintla
San Miguel är en ort i Mexiko.   Den ligger i kommunen Motozintla och delstaten Chiapas, i den sydöstra delen av landet, 900 km sydost om huvudstaden Mexico City. San Miguel ligger 1 953 meter över havet och antalet invånare är 165.
Terrängen runt San Miguel är bergig norrut, men söderut är den kuperad. Runt San Miguel är det ganska tätbefolkat, med 78 invånare per kvadratkilometer. Närmaste större samhälle är Motozintla de Mendoza, 5,6 km öster om San Miguel. Omgivningarna runt San Miguel är en mosaik av jordbruksmark och naturlig växtlighet.